# Bản Díu
Bản Díu là một xã thuộc huyện Xín Mần, tỉnh Hà Giang, Việt Nam.
Chủ tịch UBND xã Bản Díu Nguyễn Thanh Đại

## Địa lý
Xã Bản Díu có vị trí địa lý:
- Phía đông giáp huyện Hoàng Su Phì
- Phía tây giáp xã Thèn Phàng
- Phía nam giáp huyện Hoàng Su Phì và xã Trung Thịnh
- Phía bắc giáp huyện Hoàng Su Phì và xã Nàn Xỉn.

Xã Bản Díu có diện tích 25,73 km², dân số năm 2019 là 4.699 người, mật độ dân số đạt 183 người/km².

## Hành chính
Xã Bản Díu được chia thành 8 thôn: Díu Hạ, Na Lũng, Mào Phố, Chúng Trải, Ngam Lim, Quán Thèn, Cốc Tủm, Díu Thượng.

## Lịch sử
Trước đây, Bản Díu là một xã thuộc huyện Hoàng Su Phì.
Ngày 1 tháng 4 năm 1965, Hội đồng Chính phủ ban hành Quyết định số 49-CP về việc thành lập huyện Xín Mần trên cơ sở điều chỉnh xã Bản Díu thuộc huyện Hoàng Su Phì.